# Gli ostacoli del cuore (singolo)
Gli ostacoli del cuore è un singolo dei cantanti italiani Elisa e Luciano Ligabue, pubblicato il 19 ottobre 2006, come primo estratto dalla raccolta della cantante Soundtrack '96-'06.

## Descrizione
Gli ostacoli del cuore è la prima canzone inedita presente in un album di Elisa di cui l'artista sia solo interprete. Infatti il brano è stato scritto da Luciano Ligabue, con l'arrangiamento di Elisa e Corrado Rustici, quest'ultimo anche produttore della canzone. Nel corso della medesima seduta di registrazione è stato registrato il brano Volente o nolente, seconda collaborazione tra i due artisti pubblicata 14 anni dopo, nel 2020. Ligabue ha raccontato il significato del brano e il processo creativo che ne ha portato alla realizzazione:
Ligabue, in un'intervista rilasciata a TV Sorrisi e Canzoni nel 2020, ha affermato che la collaborazione con Elisa è stata l'unica avvenuta per diretta volontà dell'artista nel corso della sua carriera:
(Luciano Ligabue)

## Promozione
Il singolo della canzone è entrato in radio il 19 ottobre 2006 ed è stato messo in vendita solo in digitale (è il primo nella carriera di Elisa ad essere pubblicato solo in questa modalità). Gli ostacoli del cuore è rimasta nella top 10 dei download per circa quattro mesi e ha portato l'album ai primi posti della classifica.

## Accoglienza
Gli ostacoli del cuore è stato accolto in maniera positiva da parte della critica specializzata, venendo considerati tra i migliori della carriera della cantante.
La rivista Panorama ha posizionato il brano al 1º posto nella lista delle 100 Canzoni italiane più belle del Ventunesimo Secolo , rendendo i due cantanti gli unici ad avere due brani fra le prime dieci posizioni, grazie a Luce (tramonti a nord est) di Elisa al 10º posto e a Le donne lo sanno di Ligabue all'8º posto.

## Video musicale
Il videoclip della canzone, diretto da Ligabue e prodotto dalla Angelfilm di Marco Salom, vede Elisa in un camerino intenta a prepararsi per uno spettacolo e Ligabue che la viene a chiamare. Ne esiste uno alternativo (mai pubblicato) diretto da Luca Guadagnino.

## Tracce
CD promo INS 123
1. Gli ostacoli del cuore - 4:26 - (L. Ligabue)

## Classifiche
| Classifica (2006) | Posizione massima |
| ----------------- | ----------------- |
| Italia            | 1                 |

### Classifiche di fine anno
| Classifica (2006) | Posizione |
| ----------------- | --------- |
| Italia            | 8         |

## Uso nei media
Il brano è presente nella colonna sonora del film Mi fido di te diretto da Massimo Venier.

## Altre versioni
Il brano è stato inserito nella raccolta Caterpillar (2007) in una versione cantata unicamente da Elisa e nell'album Ivy (2010) in versione acustica riarrangiata. Nel 2012 il brano è stato pubblicato tradotto in lingua inglese, con il titolo So Much of Me, nella raccolta Steppin' on Water della cantante indirizzato al mercato discografico statunitense.
Nel gennaio 2021, in occasione della riedizione della raccolta 77+7 di Ligabue è stato reso disponibile la demo originali delle canzone, registrata nel corso del primo provino effettuato dai due cantanti, assieme a quello di Volente o nolente, seconda collaborazione tra i due artisti.

### Cover
- María Villalón in  Los Tejados Donde Fuimos Más Que Amigos (2009)[13]
- Giorgia con Elisa in Pop Heart (2018)